# Miss Belgique 2017
Miss Belgique 2017, 84e élection de Miss Belgique, s'est déroulée le 14 janvier 2017 au Théâtre de Plopsaland de La Panne.
Le concours a été présenté par Véronique De Kock, Miss Belgique 1995 et Patrick Ridremont, comédien et réalisateur belge. Il a été diffusé sur AB3 en Wallonie et sur FOX en Flandre.
La gagnante, Romanie Schotte, succède à Lenty Frans, Miss Belgique 2016.

## Classement final
| Titre              | Candidates |
| ------------------ | --- |
| Miss Belgique 2017 | - Flandre occidentale - Romanie Schotte |
| 1re dauphine       | - Flandre occidentale - Delphine Devos |
| 2e dauphine        | - Liège - Eva Mira |
| 3e dauphine        | - Flandre orientale - Liesbeth Claus |
| 4e dauphine        | - Hainaut - Noémie Depré |
| 5e dauphine        | - Flandre orientale - Maïthé Rivera Armayones |
| Top 12             | - Flandre occidentale - Ellen Caen - Namur - Laurie Ledoux - Limbourg - Leentje Jorissen - Bruxelles - Myriam Sahili - Limbourg - Déborah Schols - Brabant flamand - Anjejoline Stevens |

## Candidates
| Titre régional                           | Nom                     | Âge    | Domicile             | Élue le                       |
| ---------------------------------------- | ----------------------- | ------ | -------------------- | ----------------------------- |
| 1re dauphine de Miss Flandre orientale   | Maïthé Rivera Armayones | 18 ans | Lebbeke              | 17 septembre 2016 à La Panne  |
| Miss Brabant flamand                     | Anjejoline Stevens      | 23 ans | Landen               | 12 septembre 2016 à Bruxelles |
| 2e dauphine de Miss Flandre occidentale  | Ellen Caen              | 20 ans | Bruges               | 17 septembre 2016 à La Panne  |
| Crown Card de Miss Hainaut               | Amandine Charlier       | 18 ans | Fleurus              | 28 août 2016 à Bruxelles      |
| 1re dauphine de Miss Limbourg            | Déborah Schols          | 20 ans | Saint-Trond          | 17 septembre 2016 à La Panne  |
| 2e dauphine de Miss Hainaut              | Aurélie Vannerom        | 23 ans | Frameries            | 28 août 2016 à Bruxelles      |
| Miss Anvers                              | Élisabeth Van Dijk      | 21 ans | Geel                 | 17 septembre 2016 à La Panne  |
| 1re dauphine de Miss Namur               | Cyrielle Greck          | 23 ans | Éghezée              | 28 août 2016 à Bruxelles      |
| Crown Card de Miss Flandre occidentale   | Kyara Schacht           | 19 ans | Coxyde               | 17 septembre 2016 à La Panne  |
| 1re dauphine de Miss Brabant wallon      | Shirin Rotty            | 20 ans | Mont-Saint-Guibert   | 28 août 2016 à Bruxelles      |
| Miss Flandre occidentale                 | Delphine Devos          | 19 ans | Deerlijk             | 17 septembre 2016 à La Panne  |
| Miss Bruxelles                           | Myriam Sahili           | 19 ans | Molenbeek-Saint-Jean | 10 septembre 2013 à Bruxelles |
| 2e dauphine de Miss Flandre orientale    | Jennifer Roberechts     | 18 ans | Alost                | 17 septembre 2016 à La Panne  |
| Miss Namur                               | Laurie Ledoux           | 19 ans | Tamines              | 28 août 2016 à Bruxelles      |
| Crown Card de Miss Flandre-Occidentale   | Charlotte Rau           | 18 ans | Oostkamp             | 17 septembre 2016 à La Panne  |
| 2e dauphine de Miss Brabant wallon       | Cassandre Lamarche      | 18 ans | Lasne                | 28 août 2016 à Bruxelles      |
| 1re dauphine de Miss Anvers              | Aïcha Tytgat            | 21 ans | Anvers               | 17 septembre 2016 à La Panne  |
| 1re dauphine de Miss Bruxelles           | Selin Yürük             | 18 ans | Schaerbeek           | 10 septembre 2013 à Bruxelles |
| Miss Flandre-Orientale                   | Liesbeth Claus          | 19 ans | Assenede             | 17 septembre 2016 à La Panne  |
| Miss Brabant wallon                      | Raphaëlla Deuringer     | 18 ans | Waterloo             | 28 août 2016 à Bruxelles      |
| Miss Limbourg                            | Leentje Jorissen        | 18 ans | Saint-Trond          | 17 septembre 2016 à La Panne  |
| 2e dauphine de Miss Anvers               | Rosmine Bahizi          | 22 ans | Anvers               | 17 septembre 2016 à La Panne  |
| Crown Card de Miss Flandre-Occidentale   | Ellen Bacquaert         | 21 ans | Oostkamp             | 17 septembre 2016 à La Panne  |
| Crown Card de Miss Hainaut               | Sofia Bouhadjar         | 24 ans | Haine-Saint-Pierre   | 29 août 2016 à Charleroi      |
| 1re dauphine de Miss Flandre-Occidentale | Romanie Schotte         | 19 ans | Bruges               | 17 septembre 2016 à La Panne  |
| Miss Hainaut                             | Noémie Depré            | 19 ans | Fontaine-l’Évêque    | 28 août 2016 à Bruxelles      |
| Crown Card de Miss Flandre-Occidentale   | Charlotte Bulcke        | 22 ans | Bredene              | 17 septembre 2016 à La Panne  |
| Miss Luxembourg                          | Élisa Arnould           | 23 ans | Bouillon             | 28 août 2016 à Bruxelles      |
| Crown Card de Miss Flandre occidentale   | Justine Vandenbunder    | 20 ans | Dixmude              | 17 septembre 2016 à La Panne  |
| Miss Liège                               | Eva Mira                | 18 ans | Saint-Nicolas        | 28 août 2016 à Bruxelles      |

## Déroulement de la cérémonie

### Jury
| Membre | Membre               | Nationalité       | Notes                                                                                   |
| ------ | -------------------- | ----------------- | --------------------------------------------------------------------------------------- |
|        | Darline Devos        | Belge             | Présidente du comité Miss Belgique.                                                     |
|        | Katherine Kelly Lang | Américaine        | Actrice connue pour avoir incarné le rôle de Brooke Logan dans Amour, Gloire et Beauté. |
|        | Annelies Törös       | - Belgo-hongroise | Miss Belgique 2015.                                                                     |
|        | Laura Beyne          | Belge             | Miss Belgique 2012.                                                                     |
|        | Yfke Sturm           | Néerlandaise      | Mannequin.                                                                              |
|        | Mireia Lalaguna      | Espagnole         | Miss Monde 2015.                                                                        |
|        | Philip Cracco        | Belge             | Propriétaire de la marque de montres Rodania.                                           |
|        | Olivier Laurent      | Belge             | Imitateur et humoriste.                                                                 |

### Prix distribués
| Prix                                          | Nom                                   |
| --------------------------------------------- | ------------------------------------- |
| Beach Babe (la plus belle fille sur la plage) | Liège - Eva Mira                      |
| Miss Sympathie                                | Flandre occidentale - Charlotte Rau   |
| Miss Talent                                   | Flandre occidentale - Ellen Bacquaert |
| Miss Média social (Miss Social Media)         | Namur - Laurie Ledoux                 |
| Miss Charité (Miss Charity)                   | Limbourg - Déborah Schols             |
| Miss Modèle (Miss Model)                      | Limbourg - Leentje Jorissen           |
| Miss Sport                                    | Flandre occidentale - Ellen Caen      |
| Miss Wallonie                                 | Hainaut - Noémie Depré                |
| Miss Flandre                                  | Flandre occidentale - Delphine Devos  |
| Miss Bruxelles                                | Bruxelles - Myriam Sahili             |

## Observations